# Johann Kaspar Sing

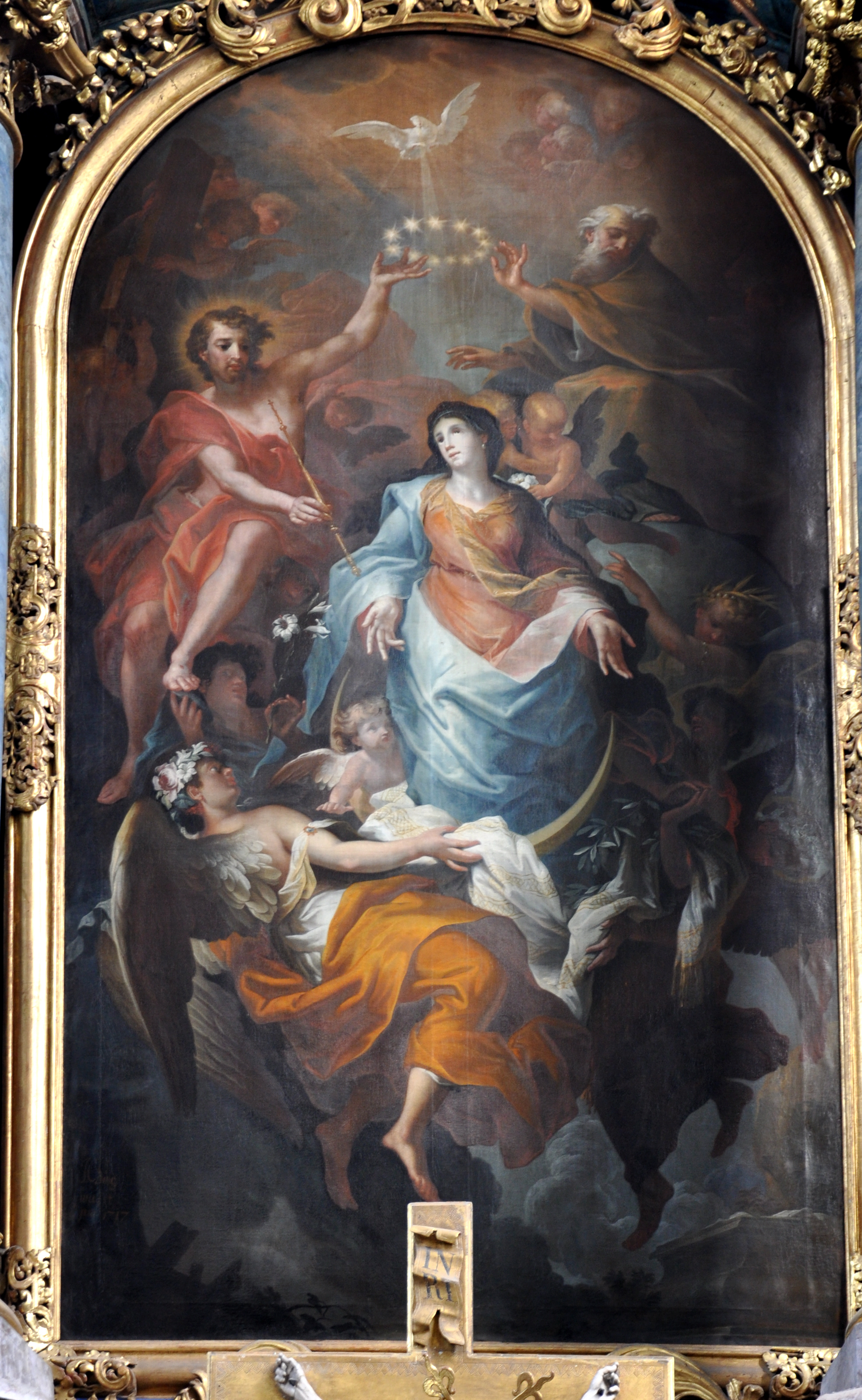
Johann Kaspar Sing: Marienkrönung, Altarblatt des Hochaltars in Bad Schussenried, 1717

Johann Kaspar Sing (* 1651 in Braunau am Inn; † 16. Februar 1729 in München) war ein bayerischer Kunstmaler und kurfürstlich bayerischer Hofmaler.

## Leben
Johann Kaspar Sing ist im Malermeisterbuch der kurfürstlichen Stadt München verzeichnet. 1698 erwarb er das Münchner Bürgerrecht, später wurde er zum kurfürstlich bayerischen Hofmaler ernannt. Er schuf zahlreiche religiöse Gemälde u a. für Kirchen in Altbayern, Schwaben und der Schweiz. Häufige Auftraggeber waren die Jesuiten. Zu seinen Schülern gehörten u. a. sein Neffe Franz Joseph Spiegler sowie A. Schwarzhuber und F.J. Winter.
Entsprechend einem Heiratseintrag der Münchner Pfarrkirche Zu unserer lieben Frau wurde er dort am 19. Februar 1680 getraut.

## Werke (Auswahl)
- Altötting, ehem. Jesuitenkirche St. Magdalena: zwei Seitenaltargemälde (1712)
- Amberg, Jesuitenkolleg: Szenen aus dem Marienleben
- Braunau, Stadtpfarrkirche: Altarbild in der Michaelskapelle
- Braunau: Pfarrkirche Braunau-Ranshofen: Hochaltarbild
- Burgrain, Schlosskapelle St. Georg: Hochaltar- und Seitenaltargemälde
- Fälschlicherweise zugeordnet: Dorfen: Gemälde im Sitzungssaal des Rathauses mit alttestamentlicher und christlicher Thematik[2]
- Eichstätter Dom: Altargemälde Büßende Magdalena
- Einsiedeln, Beichtkirche: Hl. Magdalena (1682)
- Freisinger Dom: Gemälde Bekehrung Pauli (1724)
- Herrieden, ehemalige Stiftskirche, jetzt Stadtpfarrkirche St. Veit: Hochaltargemälde[3]
- Ingolstadt, Spitalkirche Heilig Geist: Altargemälde Ausgießung des Hl. Geistes
- Innsbruck, Jesuitenkirche: Gemälde Hl. Ignaz
- Katscher, Pfarrkirche St. Thomas: Hochaltargemälde
- Kempten, Stiftskirche: Gemälde des Rotmarmoraltars
- Landau, Stadtpfarrkirche: Hochaltargemälde der Himmelfahrt Mariens (1713)
- Landshut, St. Martin: Altargemälde Schutzengel und Engel tragen den Leichnam der hl. Katharina gen Himmel
- München, Theatinerkirche: Hl. Johann Nepomuk
- München, Heilig-Geist-Kirche: Hauptaltargemälde Ausgießung des Hl. Geistes (1697)
- Oberaltaich, Klosterkirche: Gemälde der Vier Evangelisten sowie der Vier Kirchenväter
- Passauer Dom: Anbetung der Hll. Drei Könige (1697)
- Rotthalmünster, Pfarrkirche: Hochaltarbild Himmelfahrt Mariä
- Solothurn, Jesuitenkirche: Gemälde der Seitenaltäre
- Straubing, Schutzengelkirche: Hochaltar- und Seitenaltargemälde
- Vilshofen, Stadtpfarrkirche St. Johannes der Täufer: Hochaltargemälde Hl. Nikolaus (1719)
- Wertach: Hochaltargemälde Flucht nach Ägypten